# Jean Bart
Pour les articles homonymes, voir Jean Bart (homonymie), Bart et Baert.
Jean Bart, en flamand Jan Bart ou Jan Baert, né le 21 octobre 1650 à Dunkerque (comté de Flandre) et mort le 27 avril 1702 dans cette même ville (Flandre française), est un corsaire célèbre pour ses exploits au service de la France durant les guerres de Louis XIV.
Il commence à naviguer à quinze ans sous les ordres de Michiel de Ruyter et participe en 1667 au raid hollandais sur la Tamise. Pendant la guerre de Hollande, il est corsaire pour le compte de la France sous ce règne et accumule les prises (plus de cinquante entre 1674 et 1678). Admis dans la Marine royale avec le grade de lieutenant de vaisseau en janvier 1679, il croise en Méditerranée contre les Barbaresques, autrefois esclavagistes, et est promu capitaine de frégate en août 1686. En 1689, il est chargé, en compagnie de Claude de Forbin, de conduire un convoi de Dunkerque à Brest ; il est fait prisonnier par les Anglais, s'évade et revient à Saint-Malo en traversant la Manche à la rame. Promu capitaine de vaisseau en juin 1689, il met au point une tactique de guerre fondée sur l'utilisation de divisions de frégates rapides et maniables, sorte de « préfiguration des meutes de sous-marins de la Seconde Guerre mondiale ».[citation nécessaire]
En 1690, il commande L'Alcyon à la bataille du cap Béveziers, puis il escorte les convois en mer du Nord après avoir brisé le blocus imposé à Dunkerque. En 1692, il détruit une flottille de quatre-vingts navires de pêche hollandais. Son exploit, sans doute le plus célèbre, qui lui vaut des lettres de noblesse, est la reprise sur les Hollandais devant le Texel d'un énorme convoi de cent-dix navires chargés de blé que la France avait acheté à la Norvège (juin 1694). En juin 1696, il livre sur le Dogger Bank un violent combat à une escadre hollandaise, détruisant plus de quatre-vingts navires, et rentre à Dunkerque en déjouant la surveillance anglaise. Promu chef d'escadre en avril 1697, il conduit le prince de Conti en Pologne, puis commande la marine à Dunkerque où il meurt le 27 avril 1702.

## Biographie

### Naissance dans une famille de marins et de corsaires
Jean Bart naît dans une famille de marins, de militaires et de corsaires dunkerquois. Il est le second des huit enfants de Jean-Cornil Bart (v. 1619-1668), qui combat pour le compte des Provinces-Unies et meurt au combat contre les Anglais, et de Catherine Bart (1625-1682, née Jansen Rodrigues), fille du corsaire Henri Jansen et d'Elisabeth Rodrigues, fille de négociants originaire d'Espagne. Sa langue maternelle est le flamand.
Avant lui, son aïeul, Cornil Weus, vice-amiral, combat les Hollandais, pour le compte de l'Espagne, au début de la guerre de Quatre-Vingts Ans. Son arrière-grand-père, Michel Jacobsen (1560-1632) se distingue au service de la couronne d'Espagne, en ramenant l'Invincible Armada après sa tentative ratée d'invasion de l'Angleterre en 1588. Il est nommé vice-amiral par Philippe IV d'Espagne. En 1622, son grand-oncle, Jan Jacobsen, lui aussi au service de l'Espagne, se fait sauter avec son navire, le Saint-Vincent, plutôt que de se rendre. Son fils, Gaspard Bart, oncle de Jean Bart, est mousse à bord du Saint-Vincent, il survit au sabordage du navire, mais il mourra plus tard au combat. Michel Bart, un autre fils de Gaspard Bart, corsaire, meurt au combat contre les Hollandais. Ses aïeux sont capitaines de navire corsaire mais son père Jean-Cornil n'est que second. La légende d'un Jean Bart fils de pêcheur, sans éducation et grossier est contredite par les faits : il est issu d'une famille d'excellents officiers ayant servi la marine espagnole et dunkerquoise.
Après lui, la tradition familiale se perpétue puisque ses frères Cornil, Gaspard, et Jacques Bart, seront tous les trois corsaires. Son fils François-Cornil Bart servira lui dans la Marine royale et sera nommé vice-amiral du Ponant par Louis XIV. Enfin, le 27 mars 1759, à bord de la Danaé, son neveu Pierre-Jean Bart et son fils Benjamin, mourront au service de la France en tentant de forcer un blocus anglais près des côtes de la Manche afin de ravitailler la ville de Québec alors sur le point d'être assiégée.

### Jeunesse et débuts dans la flotte des Provinces-Unies (1650-1672)
Jean Bart naît le 21 octobre 1650, et est baptisé le lendemain 22 octobre. Pendant ses premières années, sa ville natale, Dunkerque est l'objet de plusieurs affrontements entre les grandes puissances européennes de l'époque. Le 16 septembre 1652, Dunkerque passe entre les mains de l'Espagne. L'armée de Turenne reprend la ville après la bataille des Dunes le 23 juin 1658. Le soir même, Louis XIV remet la ville aux Anglais, alors alliés à la France. Peu après la ville redevient française, Louis XIV l'ayant rachetée à Charles II d'Angleterre. Il y fait son entrée le 2 décembre 1662.

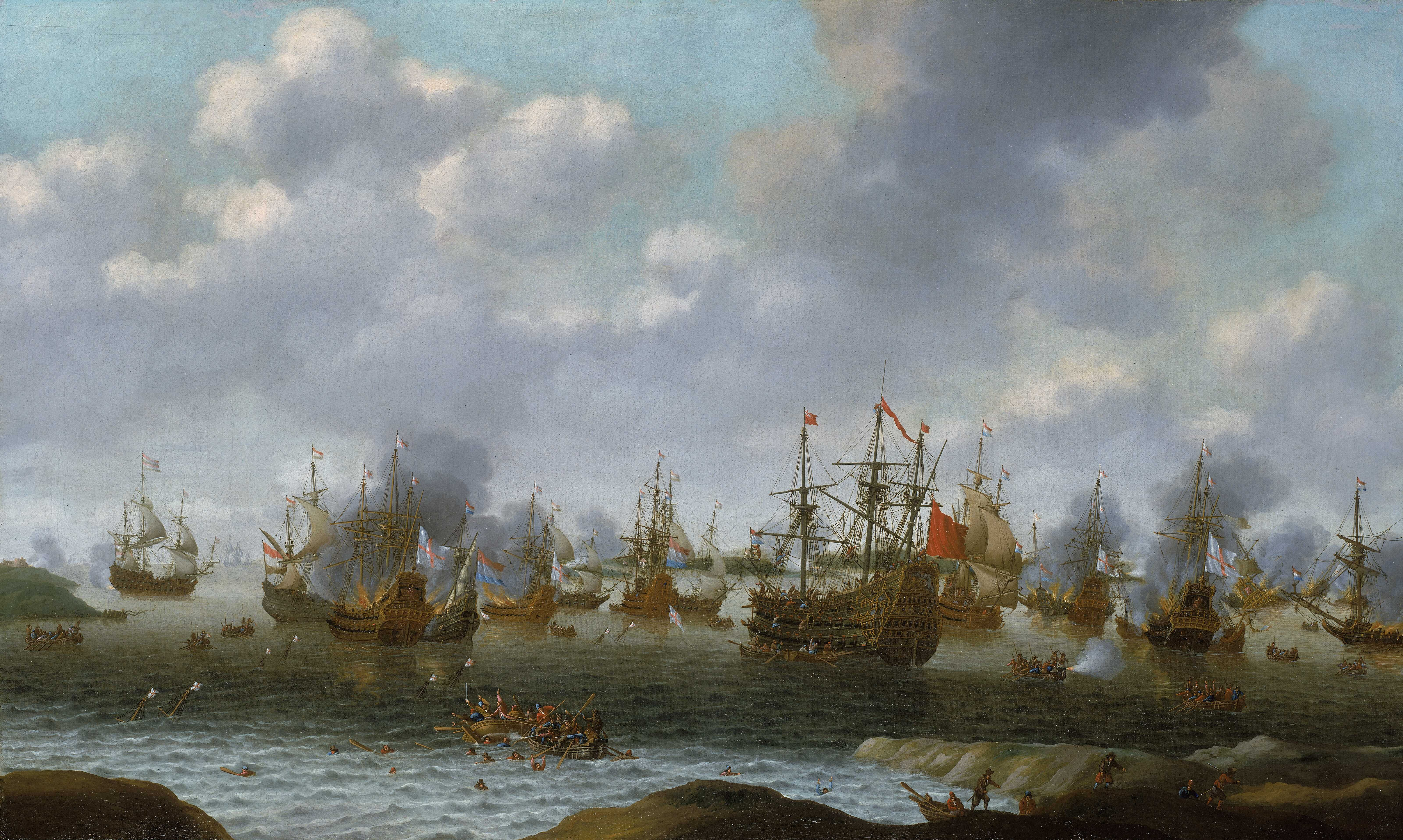
Raid sur la Medway (Tocht naar Chatham), tableau de Pieter Cornelisz van Soest, peint vers 1667.

En 1662, Jean Bart a onze ans et huit mois lorsqu'il s'engage comme mousse sur un navire de contrebande. Le capitaine de ce navire, Jérôme Valbué, pilote hauturier des bâtiments du roi, est un homme assez instruit, y compris en astronomie, et c'est en sa compagnie que le jeune Jean Bart effectue ses premières sorties en mer.
En 1666, la France s'allie avec les Provinces-Unies contre l'Angleterre. Le père de Jean Bart trouve la mort au service des Hollandais dans l'attaque d'un vaisseau anglais. Durant l'été, il s'engage comme matelot sur le Sept Provinces, navire amiral hollandais, sous les ordres de l'amiral Michiel de Ruyter. En juin 1667, la flotte hollandaise remonte la Tamise et la Medway  et assiège Londres, puis les Anglais et les Hollandais signent le traité de Breda. De Ruyter confie à Jean Bart le commandement d'un brigantin : Le Canard Doré.

### Corsaire au service du roi de France, pendant la guerre de Hollande (1672-1678)
Lorsque Louis XIV entre en guerre contre la Hollande (Guerre de Hollande) en 1672, Jean Bart servait alors en qualité de second lieutenant sur un bâtiment flessingois. Il regagne la France en compagnie de son ami Charles Keyser. En 1673, il embarque comme second à bord de l'Alexandre sous les ordres du câpre Willem Dorne, pour pratiquer la guerre de course. L'année suivante, il commande Le Roi David, galiote armée de deux canons. Le 2 avril 1674, il s'empare de sa première prise : un dogre hollandais "L'homme sauvage" et fait 7 prises pour 260 000 livres tournois . Le 17 février, l'Angleterre signe la paix avec les Provinces-Unies déjà alliées de l'Espagne. Le 6 avril, Bart s'empare d'une pinasse anglaise, le 16 mai d'un dogre. Cette année-là, huit autres prises complètent le tableau. En avril 1676, il embarque sur La Royale, armée de huit canons, avec laquelle il s'empare de quatre bateaux de pêche. Puis à bord du Grand Louis il capture vingt-huit vaisseaux. En septembre, la France déclare la guerre à la Ligue hanséatique. À Hambourg La Royale est saisie. Le corsaire peut toutefois regagner Dunkerque.
Le 3 février 1675, à l'âge de vingt-cinq ans, il épouse Nicole Goutier ou Gontier (1659-1682, fille d'un riche aubergiste, elle lui apporte une dot respectable de 10 000 livres), âgée de seize ans, à qui il offre, en guise de cadeau de mariage, L'Espérance, une frégate légère de 10 canons, dont il s'était emparé aux dépens des Provinces-Unies. L'année même de son mariage, il capture vingt bâtiments.
En 1676, il rencontre une flotte de busses, escortée par une frégate légère de 12 canons. Il l'attaque et se rend maître de trois des busses et de la frégate. Quatre jours plus tard, il capture dix autres busses et une frégate de 12 canons. Chargé, par des armateurs particuliers, de commander une frégate de 24 canons et de 150 hommes d'équipage, il découvre, en compagnie de quatre autres corsaires dunkerquois, une flotte marchande convoyée de trois frégates, la rejoint à hauteur d'Ostende et la bat, après un combat de trois heures. Le 7 septembre 1676, il enlève seul une frégate hollandaise de 36 canons qui escortait un grand nombre de busses. Pour l'année 1676, le nombre de prises effectuées par Jean Bart s'élève à dix-sept. Il commence à attirer l'attention du ministre de la Marine Colbert et du roi lui-même qui lui envoie une chaîne en or en guise de récompense.
À bord de La Palme, frégate de vingt-quatre canons, Jean Bart prend la mer à la tête d'une flottille de six navires en 1677, flottille qui s'empare d'une vingtaine de vaisseaux. À bord du Dauphin, frégate de quatorze canons, Jean Bart arraisonne un quatre-mâts hollandais. Au large de l'île de Texel, en juin 1678, la petite escadre de quatre navires commandée par Jean Bart, s'attaque au Schiedam, une frégate de 24 canons de la flotte hollandaise. Jean est gravement blessé aux mains et au visage par l'explosion d'une grenade, un boulet de canon emporte des lambeaux de chair de ses jambes. Le Schiedam est néanmoins remorqué jusqu'à Dunkerque. À bord du Mars, corsaire de vingt-six canons, il arraisonne encore quelques navires, lorsque le 10 août, la France et la Hollande signent le traité de Nimègue, mettant ainsi fin à la guerre de Hollande.

### La paix avec l'Angleterre et la Hollande
La paix signée, Jean Bart rejoint la Marine royale sur la recommandation du célèbre Vauban et, le 8 janvier 1679, Louis XIV le nomme lieutenant de vaisseau. La France, l'Angleterre et les Provinces-Unies sont en paix. Jean Bart est un temps désœuvré. En 1681, trois frégates quittent Dunkerque pour chasser les pirates barbaresques qui hantent le bassin méditerranéen. Jean Bart commande La Vipère, frégate de douze canons. Il capture quelques bateaux pirates, mais bientôt ceux-ci signent une trêve avec la France. La mère de Jean Bart meurt, suivie quelques mois plus tard par sa fille, et en fin d'année par sa femme Nicole, alors âgée de vingt-trois ans.
En 1683, la France est en guerre contre l'Espagne. Jean Bart capture un vaisseau espagnol chargé de transporter 350 hommes de troupe et le ramène à Brest. La même année, il embarque avec le 1er marquis d'Amblimont, sur Le Modéré, et contribue à la prise de deux vaisseaux espagnols dans le voisinage de Cadix. Cependant, la marine espagnole étant bien plus faible que la marine française, Charles II d'Espagne signe vite une trêve. Le 14 août 1686, il est nommé capitaine de frégate de la marine royale, et commande La Serpente, frégate de vingt-quatre canons.

### Guerre de la Ligue d'Augsbourg (1688-1697)

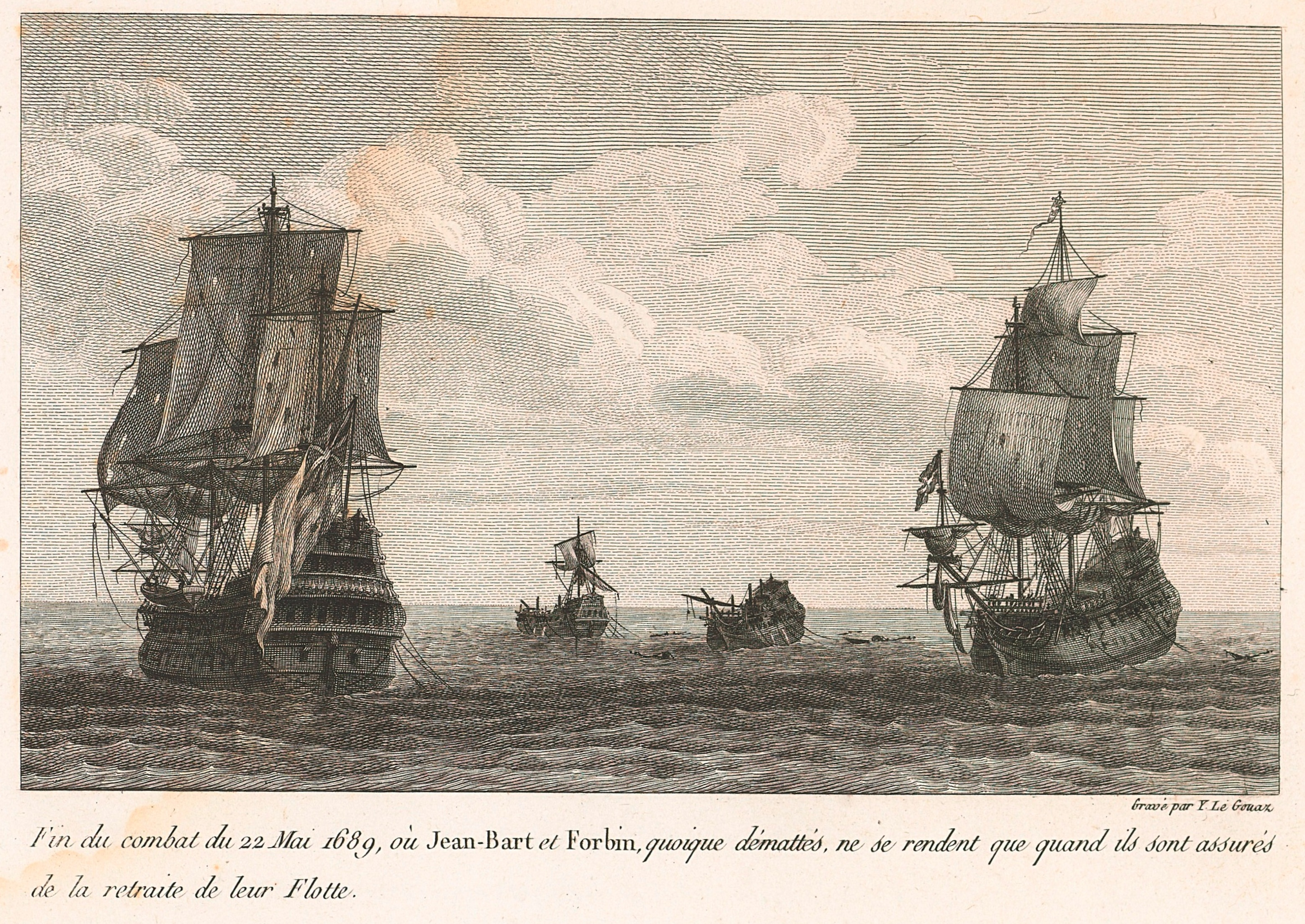
La capture de Jean Bart et de Forbin près des côtes anglaises.

En 1688, la France alliée au Danemark et à l'Empire ottoman, entre en guerre contre la ligue d'Augsbourg qui réunit l'Angleterre, l'Allemagne, l’Espagne, les Pays-Bas, la Savoie et la Suède.

#### Escorteur en Manche et captivité en Angleterre (1689)

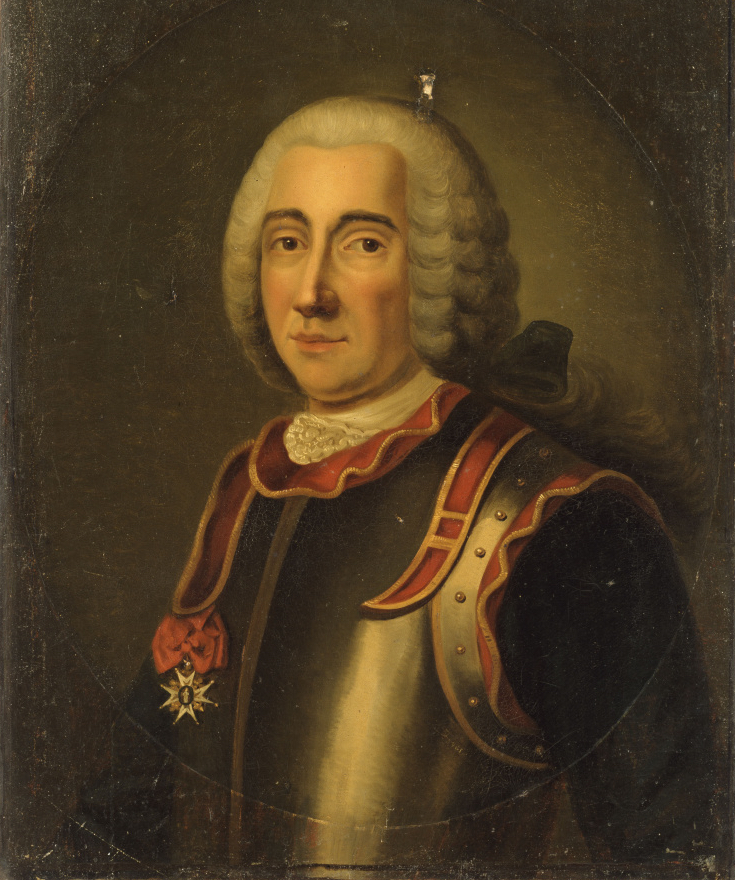
Claude de Forbin (1656-1733), avec qui Jean Bart partage sa captivité à Plymouth.

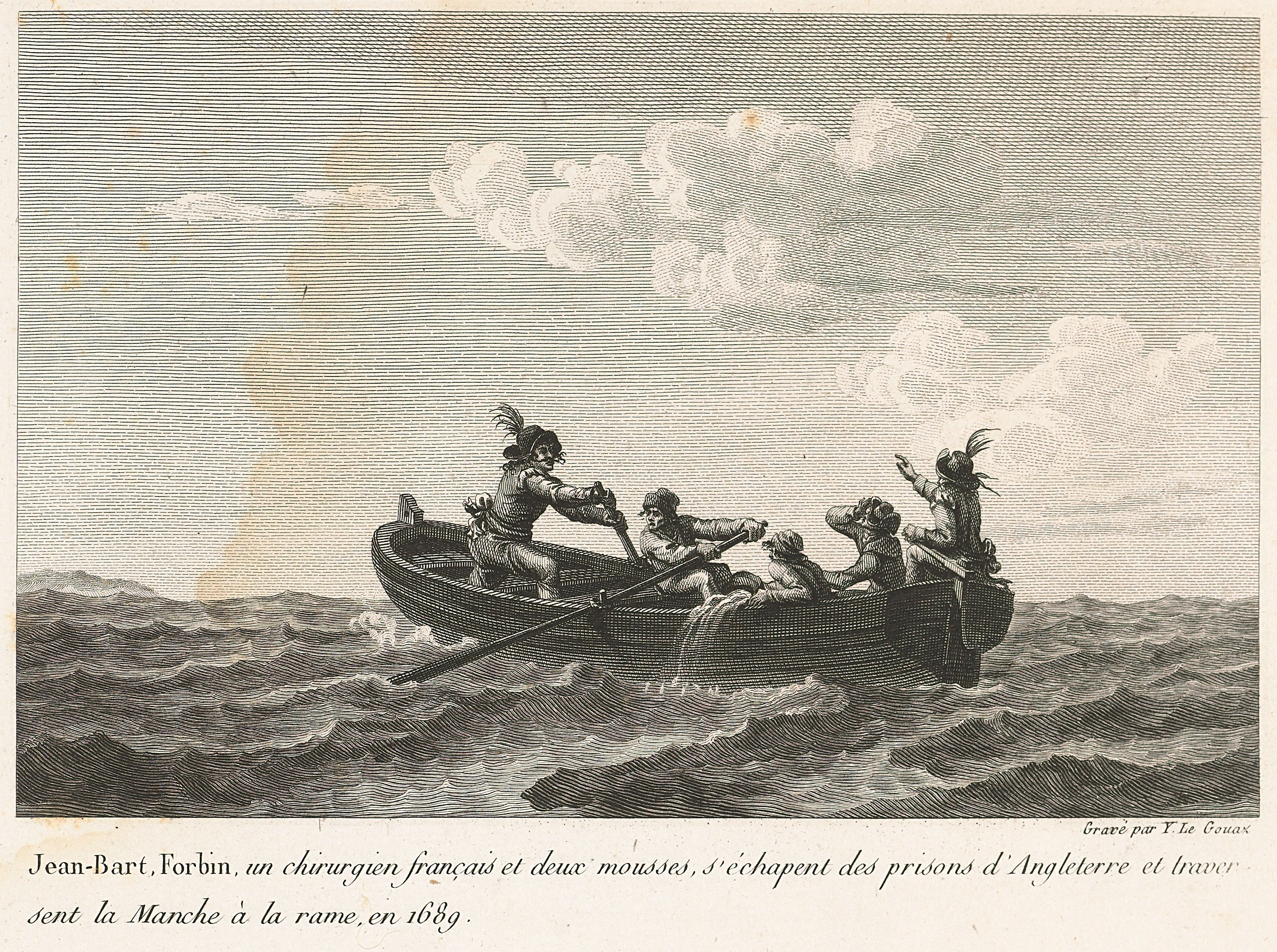
Jean Bart et Forbin s'échappant d'Angleterre en 1689.

En 1689, Jean Bart quitte Dunkerque en compagnie de Claude de Forbin pour escorter des convois, le premier avec une petite frégate La Raillause de 24 canons, le second avec une plus petite encore baptisée Les Jeux. Au cours d'un premier combat, ils se rendent maîtres - après un sanglant abordage - d'un corsaire hollandais venu en reconnaissance, et le conduisent à Brest avec les bâtiments qu'il escortait. Mais une seconde affaire, quoique non moins brillante, ne leur réussit pas aussi bien. Ils convoyaient vingt bâtiments, quand, au large de l'Île de Wight, ils sont pris en chasse par deux vaisseaux anglais, de 50 canons chacun. Refusant la capture des navires marchands qu'ils escortaient, les deux officiers décident d'engager le combat, mais ne pouvant lutter contre la supériorité des forces anglaises, ils sont battus, faits prisonniers et envoyés à Plymouth. Ils réussissent à s'évader et gagnent Erquy après trois jours de rame.

« Malgré les blessures nombreuses qu'ils avaient reçues et malgré leur captivité, les deux braves marins n'étaient point perdus pour la France. Ils usèrent bientôt d'adresse, gagnèrent tout d'abord un matelot d'Ostende qui leur procura une lime, à l'aide de laquelle ils scièrent peu à peu les barreaux de fer de leur fenêtre ; ils réussirent à cacher leur opération jusqu'à ce que leurs blessures commençassent à se guérir. Ayant ensuite mis dans leurs intérêts deux mousses qu'on leur avait donnés pour leur service, ils s'emparèrent par leur intermédiaire d'un canot norvégien dont le batelier était ivre-mort, descendirent une nuit par la fenêtre de la prison au moyen de leurs draps, et s'embarquèrent sur le petit canot avec autant d'assurance que si c'eût été un vaisseau amiral. Jean Bart maniait l'aviron aidé seulement des deux mousses ; Forbin ne le pouvait à cause de ses blessures encore saignantes. Ils traversèrent ainsi la rade de Plymouth, au milieu de vingt bâtiments qui criaient de tous côtés : « Où va la chaloupe ? » et auxquels Jean Bart, qui avait l'avantage sur Forbin de savoir l'anglais, répondait fishermen, c'est-à-dire : pêcheurs ! Enfin, après avoir fait sur leur chétive embarcation soixante-quatre lieues dans la Manche, en moins de quarante-huit heures, ils prirent terre avec une inexprimable joie, à un village situé à six lieues de Saint-Malo, où ils apprirent que le bruit de leur mort était généralement répandu. »

#### Retour en France, promotion et remariage
Quinze jours après son évasion, le 20 juin 1689, Jean Bart est nommé capitaine des vaisseaux du roi, en récompense de son dévouement à sauver la flotte marchande,. Le 13 octobre de la même année, après sept années de veuvage, et alors qu'il est âgé de trente-neuf ans, il épouse Jacqueline Tugghe, en secondes noces. À la tête de trois frégates légères, il s'empare, sur les côtes de Hollande, d'une galiote transportant des troupes pour le prince d'Orange, et de trois autres bâtiments qu'il rançonne de 3 800 florins.

#### Combats en Manche et blocus de Dunkerque (1690-1691)
L'année suivante, il reçoit le commandement de la frégate L'Alcyon au sein de la flotte conduite par Tourville, vice-amiral de la flotte du Levant, destinée à agir contre les forces navales combinées d'Angleterre et de Hollande. Il prend part à la bataille du cap Béveziers, remportée par Tourville, le 10 juillet 1690, ainsi qu'à la fameuse campagne du Large effectuée par l'illustre amiral, entre juin et août 1691.
Mais cette année-là, Jean Bart se distingue surtout par son extraordinaire sortie de Dunkerque avec une escadre placée sous ses ordres. Deux ans auparavant, Jean Bart avait soumis au département de la marine un projet d'expédition pour ruiner le commerce des Hollandais en mer du Nord, lorsque le ministre de Pontchartrain lui donne l'autorisation et les moyens de l'exécuter. À cette occasion, Forbin est à nouveau placé sous ses ordres. De 1690 à 1693, Jean Bart détruit plus de 150 busses harenguières hollandaises pour affamer leur pays, ce qui lui vaut des Hollandais le titre de « maxima pirata ».
Apprenant qu'un armement se préparait à Dunkerque, une flotte de trente-cinq à quarante vaisseaux anglais vient bloquer la rade de Dunkerque. Après quinze jours passés dans la rade, sans que les Anglais et les Hollandais jugent utile de l'attaquer ; Jean Bart parvient à prendre le large, de nuit, avec sept frégates et un brûlot. Dès le lendemain, il s'empare de quatre bâtiments chargés de marchandises pour la Russie et de deux navires d'escorte anglais. Mettant ses prises à l'abri d'un port de Norvège, alors en paix avec la France, Jean Bart reprend la mer pour s'emparer d'une flotte de pêcheurs hollandais et du navire de guerre qui l'accompagnait. Dans la foulée, il fait encore une razzia sur les côtes d'Écosse, où il pille un château et incendie quatre villages.

#### Voyage à la Cour et prise duconvoi de Smyrne(1692-1693)

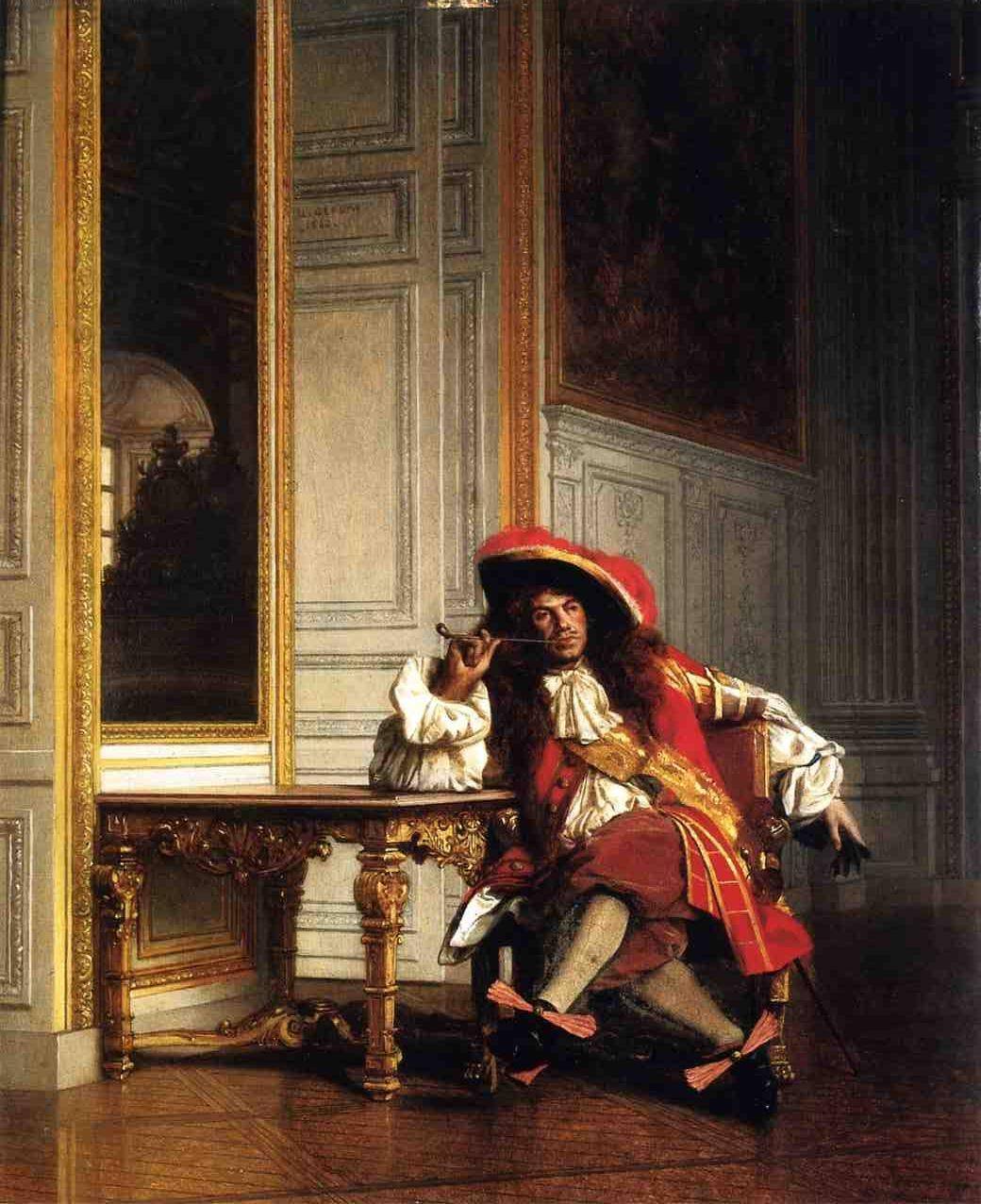
Jean Bart par Jean-Léon Gérôme (1862).

En France, chacun a entendu parler des exploits du corsaire, aussi Louis XIV invite-t-il Jean Bart à la cour de Versailles, en 1692, afin d'honorer ses victoires maritimes. Plus habitué à combattre sur mer qu'à l'étiquette, Jean Bart s'attire les moqueries d'une partie des gentilshommes présents, mais aussi sûrement une part de jalousie.
En 1693, il commande le vaisseau Le Glorieux, de 62 canons, sous les ordres du maréchal de Tourville. Après le brillant combat de Lagos et la capture du « convoi de Smyrne », il quitte la flotte et rencontre près de Faro six bâtiments hollandais, de 24 à 50 canons, tous richement chargés, les contraint à s'échouer, et les brûle. De retour à Toulon, il reçoit l'ordre de passer à Dunkerque pour y prendre le commandement d'une escadre de six frégates, ayant pour mission de ramener de Vlecker une flotte chargée de blé pour le compte du roi. Il mène cette mission avec succès et, peu de temps après, il enlève, près des bancs de Flandre, trois frégates anglaises, dont les deux premières servaient d'escorte à un transport de munitions de guerre pour le roi Guillaume III.

#### Sauvetage du convoi de blé norvégien (1694)
En 1694, le blocus de la Ligue d'Augsbourg fait monter le prix du grain, les négociants spéculent, la France est affamée. Louis XIV achète alors cent dix navires de blé norvégien.
Le lendemain de son départ de Dunkerque, Jean Bart rencontre cette flotte de navires marchands entre le Texel et la Meuse, mais constate immédiatement qu'elle a été capturée par huit vaisseaux de guerre hollandais, dont l'un portait pavillon contre-amiral.
Malgré l'inégalité des forces en présence (il ne dispose que de sept bâtiments de rang inférieur à ceux des ennemis), Jean Bart entreprend de la récupérer. Après un combat acharné, au cours duquel l'amiral hollandais Hidde Sjoerds de Vries est grièvement blessé et capturé, il parvient à reprendre la flotte et la ramène en France.

« Il mit en panne à deux portées de canon des vaisseaux de guerre ennemis, et c'est là qu'il assembla en conseil les capitaines qui étaient sous ses ordres […]. Tous les capitaines français convinrent avec lui qu'il fallait brusquer l'affaire, sans donner le temps aux ennemis de se reconnaître. Jean Bart les renvoya aussitôt, en leur recommandant d'aborder chacun un vaisseau. Mais comme, outre la supériorité en nombre de canons, l'escadre hollandaise avait pour elle un vaisseau de plus que l'escadre de France, Jean Bart commanda la Flûte et le Portefaix, avec le lieutenant de La Bruyère, et un équipage de cent vingt hommes, pour donner de l'occupation à ce vaisseau. Jean Bart arriva sur les Hollandais, pendant que deux vaisseaux de guerre danois et suédois, qui avaient servi de première escorte au convoi et n'avaient pas même essayé de le défendre, restaient spectateurs de l'action. Les chefs des deux escadres se cherchaient et avaient l'un et l'autre dessein de s'aborder; aussi se furent-ils bientôt joints. Le Fortuné et la Princesse Émilie, l'un portant le capitaine Jean Bart, l'autre le contre-amiral Hyde de Frise, ne formaient plus pour ainsi dire qu'un seul et même pont, d'abord divisé en deux camps, puis théâtre d'une effroyable mêlée, où la place resta en moins d'une demi-heure à Jean Bart et aux Français. Le contre-amiral hollandais était atteint de six blessures, dont trois mortelles ; son second était étendu raide sur le pont, et ses deux lieutenants étaient aussi percés de plusieurs coups. Non content de cette première et glorieuse prise, le Fortuné, menant toujours la tête de l'escadre de France, aborda un autre vaisseau ennemi, et s'en rendit également maître. Pendant ce temps les autres vaisseaux français couraient de même à l'abordage. Le Magicien enleva un vaisseau hollandais de cinquante canons ; l'Adroit, au moment où il allait contraindre un autre bâtiment à se rendre, se vit attaqué par un vaisseau de cinquante-quatre canons auquel il n'aurait peut-être pas pu résister si le Fortuné n'était pas venu à son aide. Ce qui restait de l'escadre ennemie avait déjà disparu. Jean Bart s'assura aussitôt du convoi, amarina ses prises et rentra glorieusement dans les ports de France. »

La nouvelle de cette capture fait chuter les prix (le boisseau de blé passe de 30 livres à 3 livres) et met fin à toutes spéculations. Ainsi Jean Bart «… sauva la France en lui donnant du pain » (Cantate à Jean Bart). Pour cet exploit, le 19 avril, Jean Bart reçoit des mains de Louis XIV, la croix de chevalier de l'Ordre de Saint-Louis, institué l'année précédente. Une médaille est frappée en souvenir du combat du 29 juillet 1694, et Jean Bart est anobli. Dans les lettres de noblesse qu'il lui envoie, en date du 4 août 1694, Louis XIV autorise Jean Bart à arborer une fleur de lys d'or dans ses armes, et, plein de gratitude, il écrit :

« De tous les officiers qui ont mérité l'honneur d'être anoblis, il n'en trouve pas qui s'en soit rendu plus digne que son cher et bien-aimé Jean Bart. »

Pour cet anoblissement, le généalogiste de la Cour lui fabrique une fausse ascendance, le faisant notamment descendre des chevaliers teutoniques. Dès lors, mythes et légendes parsèment l'historiographie de Jean Bart au cours des XVIIIe et XIXe siècles, Henri Malo et Alexandre François Lesmaries démystifiant en partie ce héros national au début du XXe siècle.

#### Défense de Dunkerque (1695) et bataille du Dogger Bank (17 juin 1696)
En 1695, la flotte anglaise se présente au large des côtes de France et bombarde plusieurs places, et en particulier Dunkerque, d'où chaque jour des corsaires partaient au combat. Jean Bart, avec sous ses ordres son fils François-Cornil Bart, est chargé de la défense du fort Bonne-Espérance, et parvient par ses tirs d'artillerie à faire partir la flotte anglaise. En récompense de ses nouveaux services il reçoit une pension de 2 000 livres et son fils est promu lieutenant de vaisseau à 18 ans seulement.
Début juin 1696, Jean Bart sort de Dunkerque à bord du Maure, une frégate de 54 canons, avec sept bâtiments, malgré quatorze vaisseaux ennemis qui voulaient lui fermer le passage. Le 17 juin 1696, sur les sept heures du soir, il découvre au Dogger Bank, à environ seize lieues au nord du Texel, une flotte de cent-douze navires marchands venant de la Baltique et escortée par six vaisseaux de guerre hollandais. Toute la nuit l'escadre française attend, et le lendemain, à la pointe du jour, elle n'est plus qu'à deux lieues sous le vent de la flotte ennemie. Jean Bart donne le signal d'ordre de bataille, et dirige ses forces sur le principal bâtiment hollandais, le Raadhuis-van-Haarlem, 44 canons. Après un violent combat, les bâtiments hollandais sont capturés lorsqu'il est averti qu'une escadre de treize bâtiments anglais commandés par l'amiral Benbow est en mer et se dirige sur lui. N'étant pas en mesure de soutenir un combat si inégal, il brûle les quatre vaisseaux capturés et renvoie les Hollandais prisonniers dans leur pays sur les deux vaisseaux restants.
Poursuivi par une véritable meute, l'escadre de Jean Bart et ses prises trouvent refuge au Danemark début juillet puis regagnent Dunkerque avec 25 navires marchands et 1200 prisonniers, le 28 septembre, en ayant réussi à échapper aux vaisseaux britanniques de Benbow et néerlandais de l'amiral Wanzel. Après cette nouvelle campagne, Jean Bart rentre en France, en passant à nouveau à travers trente-trois vaisseaux anglais et hollandais qui voulaient lui barrer la route. En récompense de sa conduite au Dogger Bank, il est promu, le 1er avril 1697, au grade de chef d'escadre de la province de Flandre. Il est alors âgé de 46 ans.

#### Escorte du prince de Conti en Pologne (1697) et mort

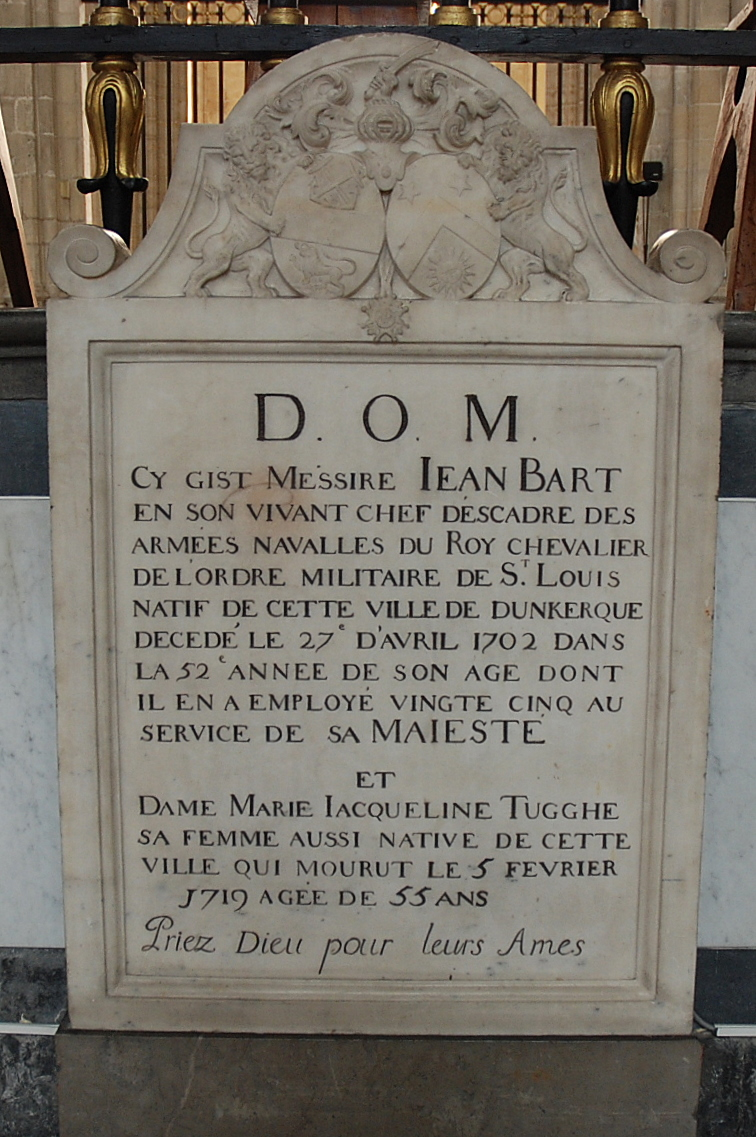
L'épitaphe de Jean Bart dans l'église Saint-Eloi à Dunkerque.

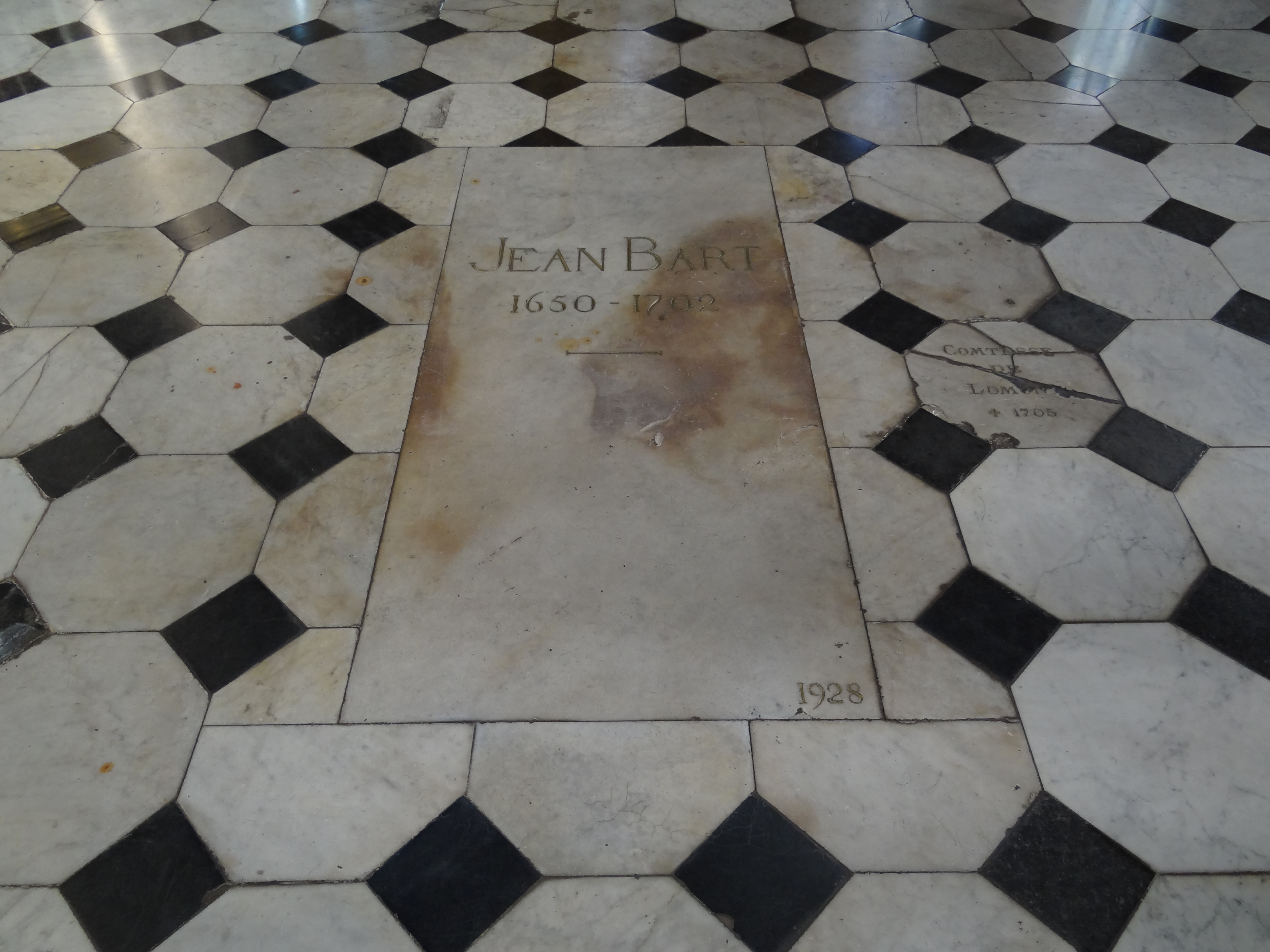
La tombe contenant les restes de Jean Bart dans le chœur de l'église Saint-Eloi à Dunkerque.

Peu après, Jean Bart est chargé de conduire à Dantzig, le prince de Conti, soutenu par le parti français pour être le prochain roi de Pologne. Apprenant son départ, les flottes alliées envoient dix-neuf vaisseaux de guerre croiser au nord de Dunkerque. Côté français, dix vaisseaux sont armés pour l'expédition de Jean Bart ; mais, ce dernier préfère effectuer le voyage accompagné seulement de six frégates. Il est accompagné lors de ce voyage par le Chevalier de Saint-Pol, commandant du Jersey, et le futur cardinal de Polignac alors ambassadeur de France en Pologne. Il quitte Dunkerque dans la nuit du 6 au 7 septembre, et déjoue les croisières ennemies, il arrive, sept jours après, au détroit du Sund, salue de quinze coups de canon la famille régnante de Danemark, avec laquelle la France était en paix, en passant devant le château de Kronborg, et mouille à Copenhague le 15 septembre. Le 26 du même mois, il entre en rade de Dantzig. Mais le prince de Conti, apprenant que Frédéric-Auguste de Saxe, son concurrent, avait été couronné roi, ne juge pas devoir pousser plus loin ses prétentions et décide de rentrer en France. La paix de Ryswick est signée en 1697 et cette expédition est la dernière du célèbre marin dunkerquois.
En 1702, la guerre de Succession d'Espagne étant sur le point d'éclater, Jean Bart est chargé d'armer une escadre à Dunkerque, mais atteint d'une pleurésie, il meurt chez lui le 27 avril 1702, à l'âge de 51 ans. Son corps est inhumé dans l'église Saint-Éloi de Dunkerque.
Durant l'entre-deux-guerres, en 1928, à la suite de fouilles réalisées dans l'église, le docteur Louis Lemaire retrouve les ossements de Jean Bart, ce qui permet d'estimer sa taille, 1,90 m. Les autorités locales décident de changer le cercueil du corsaire. Cependant avant de l'enterrer à nouveau, les restes du marin furent exposés dans un cercueil de verre pendant 8 jours dans l'église.

## Jugement par ses contemporains et ses biographes
Le biographe et historien de marine du XIXe siècle, Léon Guérin, le décrit de la façon suivante :

« Jean Bart avait la taille au-dessus de la médiocre, le corps bien fait, robuste et capable de résister à toutes les fatigues de la mer. Il avait les traits du visage bien formés, les yeux bleus, le teint beau, les cheveux blonds, la physionomie heureuse et tout à fait avenante. Il avait beaucoup de bon sens, l'esprit net et solide, une valeur ferme et toujours égale. Il était sobre, vigilant et intrépide; aussi prompt à prendre son parti, que de sang-froid à donner ses ordres dans le combat, où on le vit toujours avec cette présence d'esprit si rare et si nécessaire en de semblables occasions. Il savait parfaitement son métier, et il le fit avec tant de désintéressement, d'approbation et de gloire, qu'il ne dut sa fortune et son élévation qu'à sa capacité et à sa valeur. »

Dans son Dictionnaire des marins français, Étienne Taillemite dit de lui :

« Plus qu'un corsaire au sens strict du mot, Jean Bart, qui fit l'essentiel de sa carrière dans la Marine royale, fut surtout le modèle des chefs audacieux au coup d’œil infaillible et à l'habilité manœuvrière jamais en défaut. »

## Famille

### Mariages et descendance

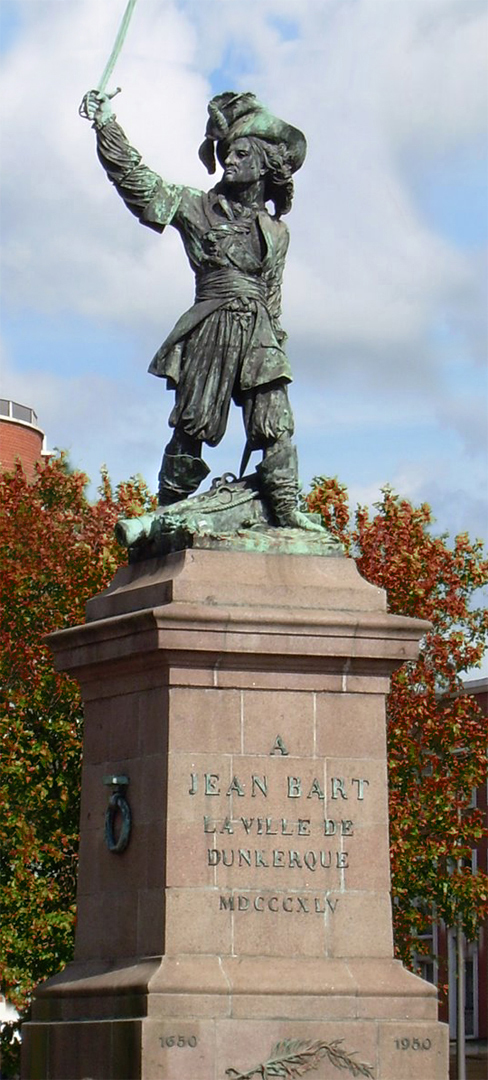
Statue de Jean Bart à Dunkerque.

Le 3 février 1676, Jean Bart épouse Nicole Goutier ou Gontier (1659 - 1682), âgée de seize ans. Les fiançailles du couple ont lieu le 7 janvier 1675 (A.D.N. DUNKERQUE / M (1647-1683) > 5 Mi 027 R 038 vue 735/998) ; le mariage du couple a eu lieu le 3 février 1675 et non 1676 (A.D.N. DUNKERQUE / M (1647-1683) > 5 Mi 027 R 038 vue 735/998). De ce mariage naîtront :
- François Cornil (1677-1755), épouse Marie Catherine Viguereux (1686-1741)
- Anne-Nicole (15 mai 1680 - ?)
- Jeanne-Nicole (21 juillet 1681 - 24 août 1682)
- enfant mort-né (16 juin 1682)

En 1785, il ne subsiste du couple Bart-Viguereux que Marie-Catherine Bart, vieille demoiselle née en 1706 qui vivait à Paris. À la mort de Marie-Catherine en 1785, fille de François Cornil Bart et petite fille de Jean Bart, les Briansiaux héritent des biens de la descendante du corsaire Jean Bart de Dunkerque par la branche des Viguereux. Le 8 juillet 1785, une sentence du Châtelet de Paris reconnut officiellement la qualité d'héritière de la petite-fille de Jean Bart à Florence Briansiaux Viguereux, une cousine germaine. Quelques souvenirs de Jean Bart se transmettent ainsi dans les familles Piroué, Bigo, Scrive, Le Blan, de Montbrun, Barrois, Masurel, Tiberghien et Plouvier, héritiers des Bart par les Briansiaux. Jusqu'en 2010, ils possédaient encore une bague et son écrin remise par Louis XIV à Jean Bart et quelques documents de la famille Bart.
Jean Bart a également une descendance par Madeleine Marie Bart. Celle ci a épousé Marc de Labarthe. Ils ont eu une  fille, Marie de Labarthe qui a épousé le marquis François de Marzac. Sa petite fille a épousé le comte Henri de Fleurieu.
La descendance de Jean Bart se poursuit donc encore avec la famille Fleurieu qui a hérité de nombreux souvenirs du corsaire et notamment un portrait qui a été offert par le comte Pierre de Fleurieu au musée de Dunkerque.
Le 13 octobre 1689, Jean Bart épousa en secondes noces (Marie) Jacqueline Tugghe, fille d'Ignace Tugghe, grand échevin de Dunkerque. La famille Tugghe est une honorable famille originaire du royaume d'Angleterre. Elle y avait le titre de chevalier baronnet. Elle avait dû quitter le pays au temps d' Élisabeth Ire pour pouvoir exercer librement la religion  catholique romaine. En juillet 1721, Thomas Ignace Tugghe, frère de Marie Jacqueline, est anobli par lettres données à Paris. Il a été échevin de Dunkerque dès 1691, conseiller pensionnaire de la ville depuis 1698, conseiller pensionnaire de la chambre de commerce depuis 1710. Les Tugghe ont pour armes « D'azur, à un chevron d'or, accompagné en chef de deux étoiles de même, et en pointe d'un soleil d'or, l'écu timbré d'un casque de profil ».
De ce mariage naîtront 10 enfants, dont six décédés en bas âge :
- Jeanne-Marie (8 juillet 1690 - 29 janvier 1757) qui épouse François de Ligny (1681 - 1746) le 31 janvier 1718 à Dunkerque.
- Magdeleine Françoise (6 juin 1691 - 26 septembre 1691)
- Jean-Louis (18 mai 1693 - 18 mai 1696)
- Paul (26 juin 1694 - 27 juin 1694)
- Nicaise-Françoise (26 mai 1695 - 10 août 1696)
- Magdeleine-Marie (15 octobre 1697 - 1781)
- Antoine (12 octobre 1698 - 2 décembre 1698)
- Ignace (2 janvier 1700 - après 1765 en Martinique) qui épouse Françoise Xavier Fitz - Gérald en Bretagne vers 1735.
- Marie-Françoise (18 janvier 1701 - 24 février 1785 à Busseaut, Côte-d'Or) qui épouse le 6 novembre 1735 Nicolas Louis Pierre de Cadouche à Brémur-et-Vaurois, Côte-d'Or, Bourgogne-Franche-Comté.
- Marie (14 janvier 1702 - 18 janvier 1702)

## Hommages

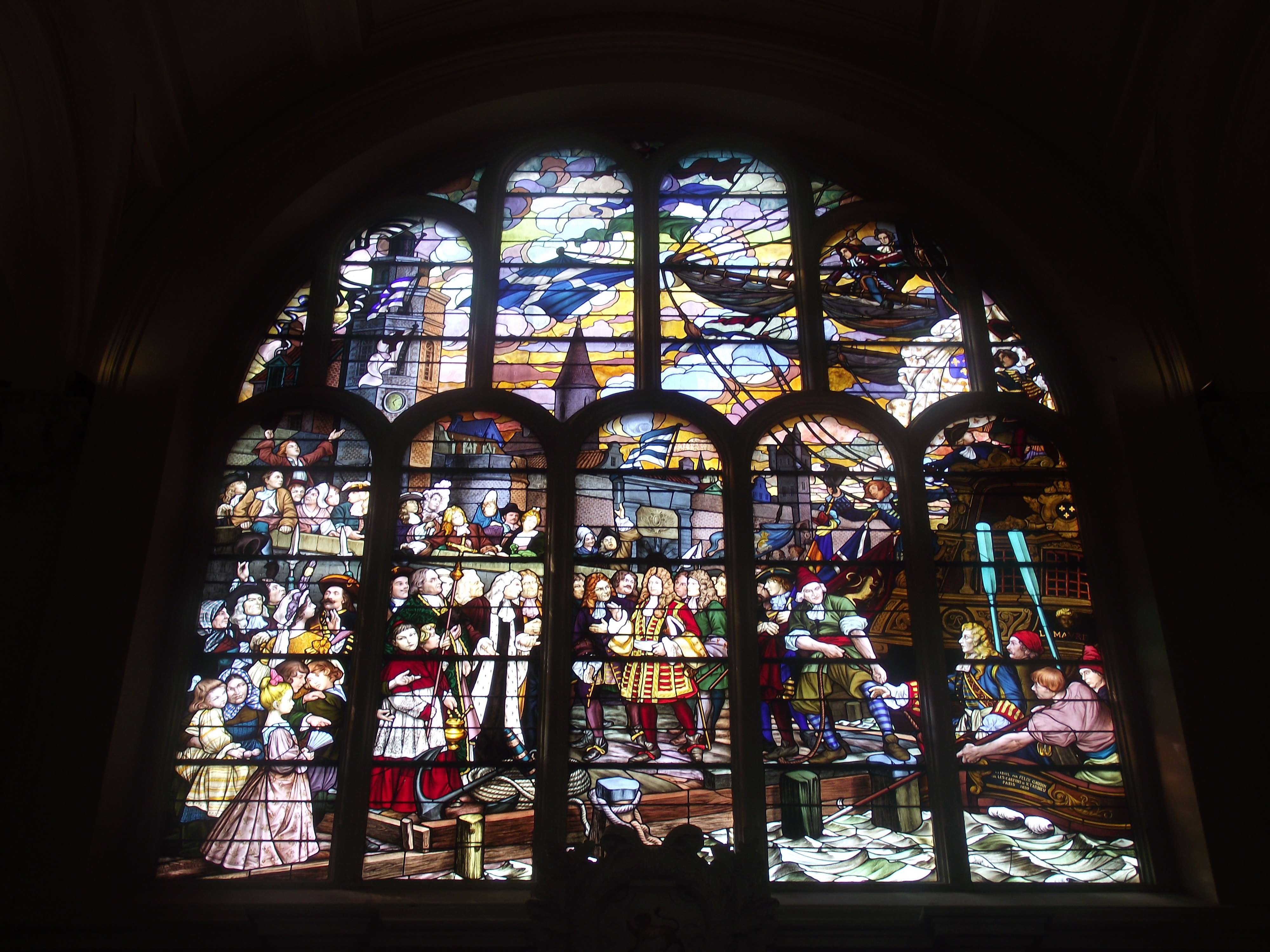
Réception faite à Jean Bart par les autorités de Dunkerque après la victoire du Texel - Œuvre de Félix Gaudin (en 1899) pour l'hôtel de ville de Dunkerque.

### Un héros dunkerquois
Bien qu'ayant une rue Jean Bart depuis le 14 septembre 1792  la ville de Dunkerque afin d'honorer la mémoire de Jean Bart, inaugura, le 7 septembre 1845, une statue à son effigie, œuvre du sculpteur David d'Angers, érigée sur l'ancienne place Royale, rebaptisée place Jean-Bart. Trônant au centre de la ville, Jean Bart reste encore vivant dans les cœurs des gens. Chaque année au moment du carnaval, les Dunkerquois chantent à genou devant sa statue la cantate à Jean Bart.

« … Et la cité qui te donna la vie, érigera ta statue en autel… »

La Galerie David d'Angers, situé dans l'abbaye Toussaint à Angers, présente dans ses collections le plâtre original de cette statue.
À Paris, la rue Jean-Bart lui rend aussi hommage.

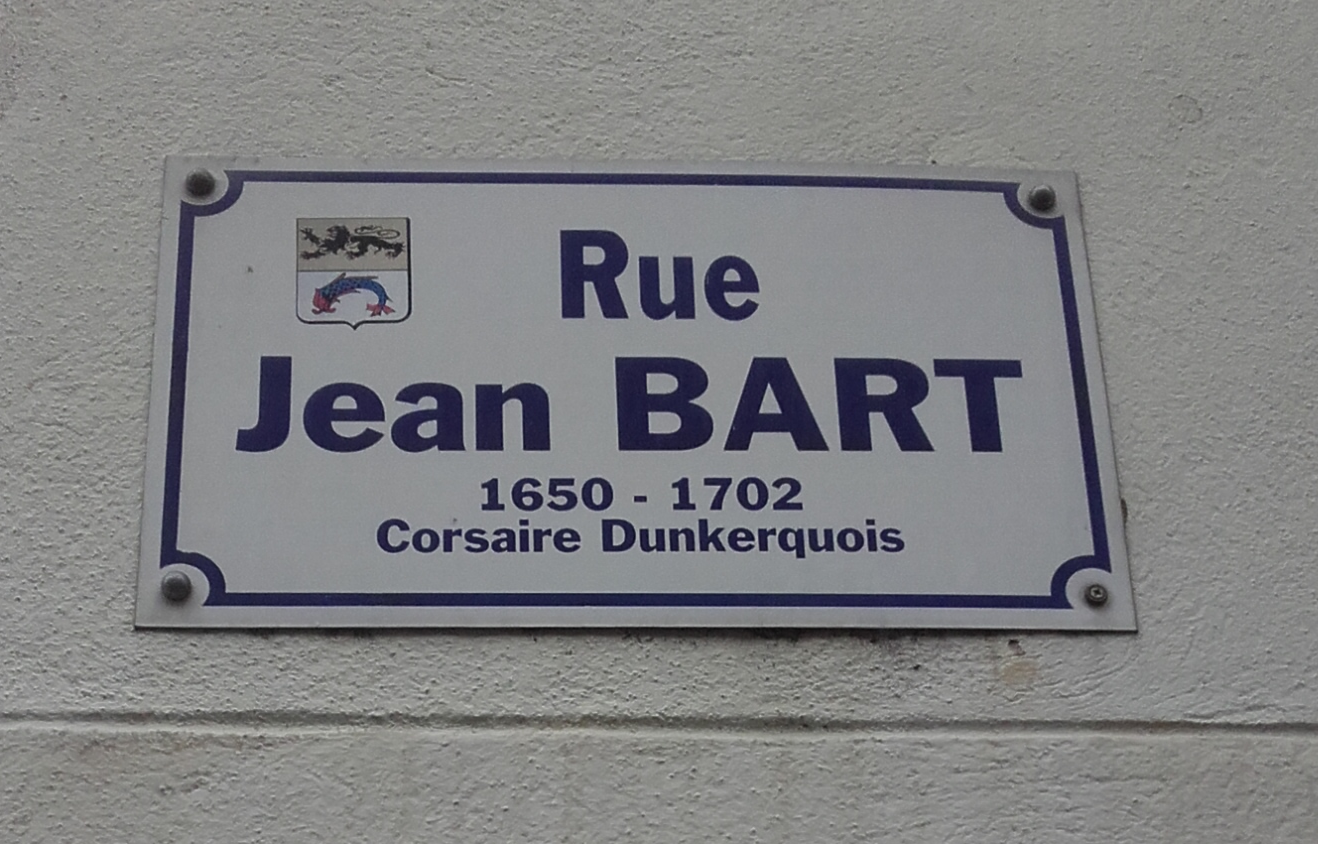
Rue Jean-Bart à Dunkerque.

### Navires du nom deJean Bart
Plus de 27 bâtiments, en moins de deux siècles, ont porté le nom de Jean Bart, notamment :
- le Jean Bart, vaisseau de 74 canons construit à Lorient en 1788
- Un vaisseau de 74 canons construit à Lorient en 1811, désarmé en 1833.
- Un vaisseau transformé sur cale construit en 1849, lancé en 1852. En 1864, il est école d'application. Rebaptisé Donawerth en 1868, il est condamné le 18 janvier 1869 et démoli à Brest en 1870.
- Un vaisseau de 4 100 tonnes, construit à Lorient en 1827 baptisé Jean Bart en 1868 (ex-Donawerth). Il est condamné en 1880.
- Un croiseur de première classe de 4 800 tonnes construit à Rochefort en 1886. Ce bâtiment en acier, a été armé en 1892. En 1897, il est reclassé croiseur de deuxième catégorie et affecté à la Division navale d'Extrême-Orient jusqu'en 1902. De retour à Lorient, il reste désarmé jusqu'en 1906. L'année suivante, il est envoyé aux Antilles. Ce bâtiment s'échoue en 1907 sur la côte d'Afrique à proximité du cap Blanc.
- Jean Bart, un cuirassé de 23 500 tonnes, construit à Brest en 1910. Premier dreadnought français, il conduit, en juillet 1914, le président de la République lors d'une visite officielle en Russie. Le 21 décembre 1914, un sous-marin ennemi le torpille dans le canal d'Otrante. Il parvient cependant à rallier Malte où il est réparé. Après la guerre, il est rebaptisé Océan. Il coule le 15 mars 1944 à la suite d'essais effectués par les Allemands. Renfloué après la Seconde Guerre mondiale, il sera démoli en 1947. (23 500 tonnes, 29 000 CV, 21 nœuds, 12 canons de 30 cm, 22 de 14 cm).
- Jean Bart, bâtiment de ligne de 46 000 tonnes en construction depuis 1936 lorsqu'éclate la Seconde Guerre mondiale. En juin 1940, pour éviter sa capture par les Allemands, il fuit Saint-Nazaire où il était encore en construction et parvient à rallier Casablanca. Dans ce port il est attaqué, en novembre 1942, par des bâtiments et avions américains qui l'endommagent et provoquent son échouage. En 1950, il rallie l'Escadre de la Méditerranée. Il participera aux opérations de débarquement en Égypte. Mis en réserve en 1957, il est condamné en 1970. Il s'agit à ce jour (2015) du plus gros bâtiment de la marine française jamais construit (pour comparaison, le Charles de Gaulle ne déplace que 42 500 tonnes)
- Jean Bart, frégate antiaérienne. Mise sur cale à Lorient le 12 mars 1986, elle est mise à flot le 19 mars 1988. Armée pour essais le 21 octobre 1989, la frégate Jean Bart est admise au service actif le 21 septembre 1991. Bâtiment doté de nombreux matériels prototypes, la frégate antiaérienne Jean Bart a un jumeau, Le Cassard. Elle est retirée du service le 31 août 2021.
- Une reconstitution taille réelle d'un vaisseau a commencé en 2002 à Gravelines dans le Nord : il s'agit d'un vaisseau de la fin du XVIIe siècle qui doit porter le nom de Jean Bart.

### Aéronefs
Deux ballons montés ont porté ce nom lors du siège de Paris[réf. nécessaire].

### Culture
- Jean Bart est l'un des personnages du Cycle baroque de Neal Stephenson, une fresque qui retrace l'histoire secrète de la science au XVIIe siècle.
- Jean Bart est un pirate dans le manga et l'anime One Piece.
- Jean Bart est un nom fréquemment utilisé pour les groupes de scouts marins
  - La Troupe Jean-Bart ainsi que la Section Jean-Bart sont deux unités scoutes du Groupe Henry-Dunant[32] au Grand-Saconnex (Genève, Suisse).
- La pâtisserie Aux Doigts de Jean-Bart a créé en 1957 un biscuit aux amandes et crème café enrobé de chocolat au lait appelé le « Doigt de Jean-Bart »

Le nom de famille Bart ou Baert  est fréquent dans le département du Nord et la province de Flandre-Occidentale : en particulier, c'est là que sont nés tous les Baert nommés dans la page d'homonymie mentionnée ci-avant.

## Iconographie

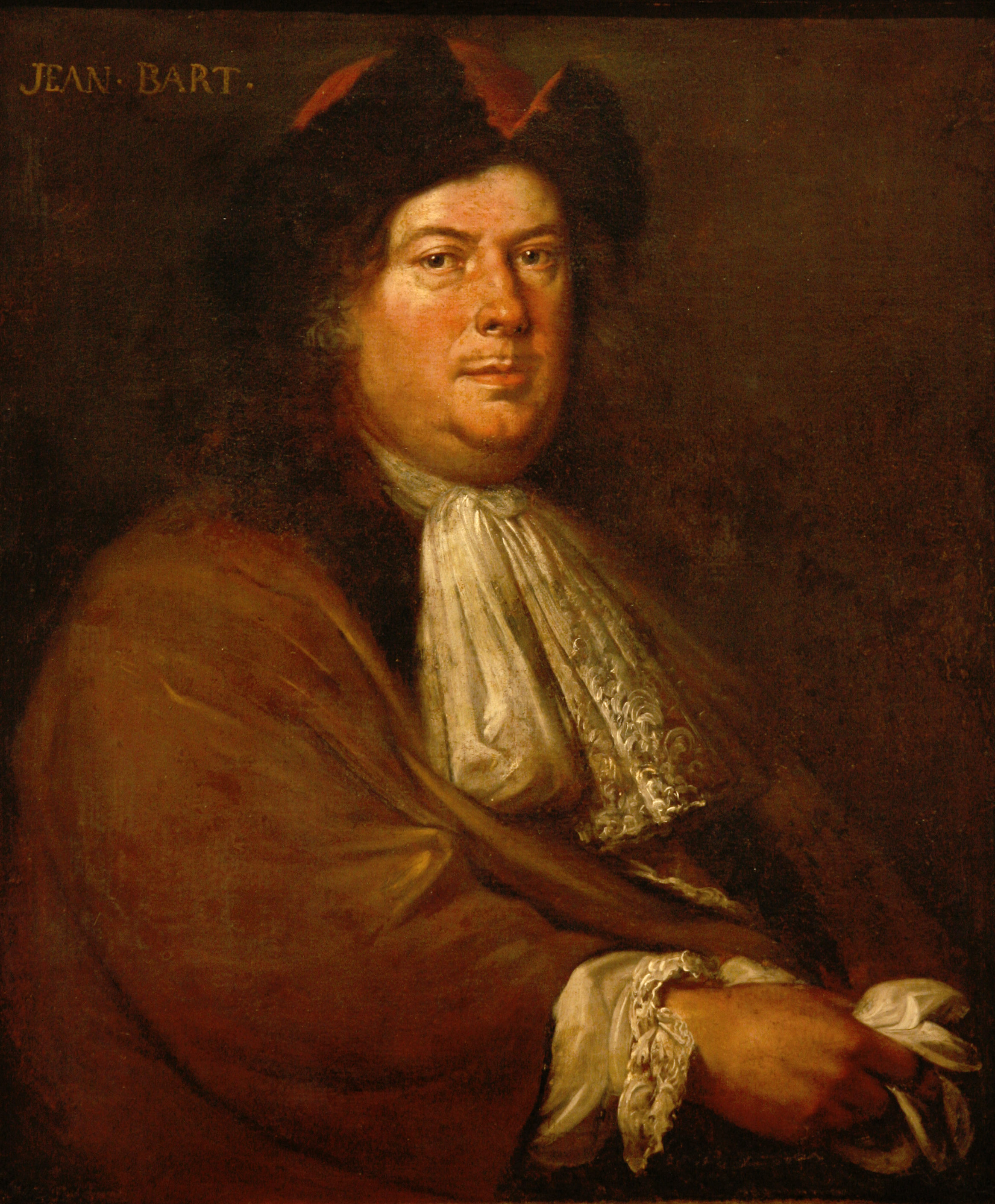
Jean Bart par Mathieu Elias
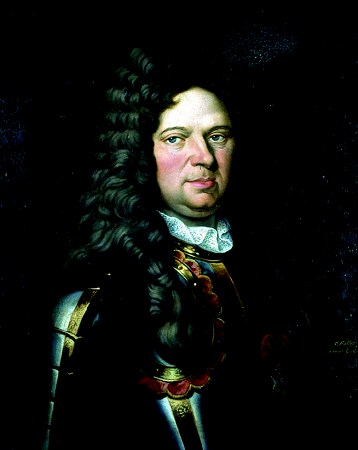
Portrait de Jean Bart, Huile sur toile, musée des Beaux-Arts de Dunkerque.
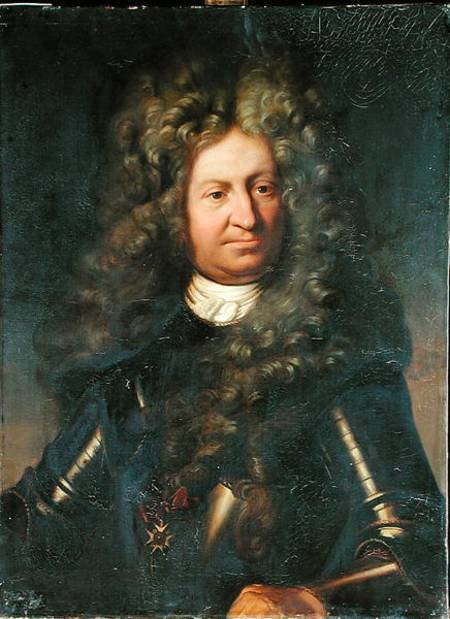
Portrait de Jean Bart, chef d'escadre (1650-1702), Huile sur toile par Tito Marzocchi de Bellucci, 1840.
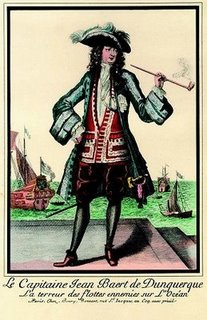
Le capitaine Jean Baert de Dunkerque, La terreur des flottes ennemies sur l'Océan.
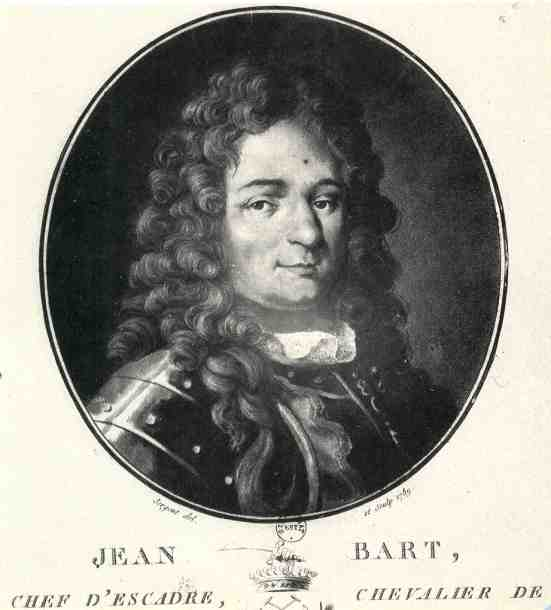
Jean Barth, chef d'escadre, chevalier de Saint-Louis. Gravure du XVIIIe siècle.
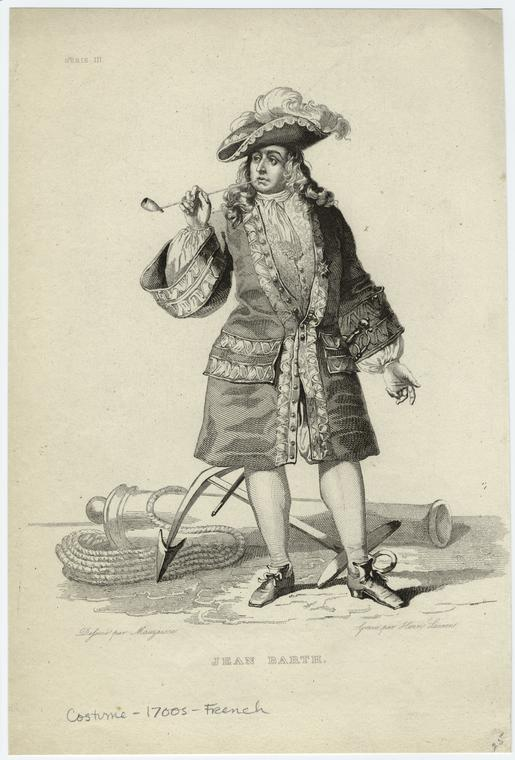
Jean Bart en uniforme, estampe de Henri Adolphe Louis Laurent d'après un dessin de Jean-Baptiste Mauzaisse.
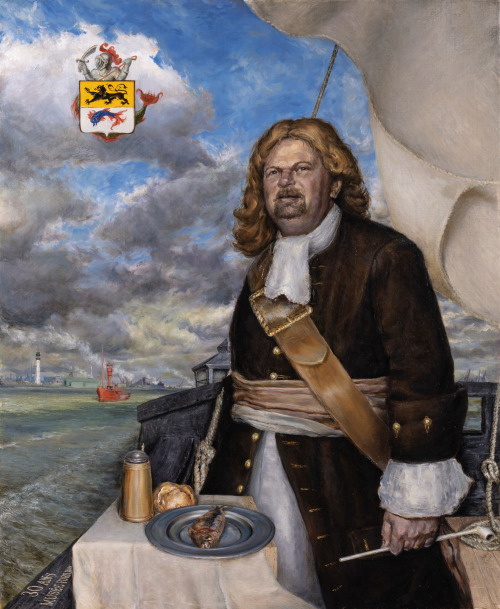
Restitution du portrait de Jean Bart d'après le crâne et l'iconographie du corsaire, réalisé en 2022 par l'artiste Charles Dubus (huile sur toile) et conservée au Musée maritime et portuaire de Dunkerque[33].

## Héraldique
|  | Les armes de Jean Bart d'après les lettres d'anoblissement par Louis XIV : D'argent à la fasce d'azur chargée d'une fleur de lys d'or, accompagnée en chef de deux ancres de sable en sautoir et en pointe d'un lion passant de gueules. L'écu timbré d'un heaume d'argent grillagé et bordé d'or et doublé de gueules, sommé d'un dextrochère en pal aussi d'argent armé d'une badelaire au naturel, et accompagné de lambrequins de sable doublés de gueules. Sous l'écu, une croix de chevalier de l'ordre royal et militaire de Saint-Louis au naturel. |

|  | Armoiries d'alliance du Corsaire Jean Bart et de son épouse Marie Jacqueline Tugghe, sur leur dalle funéraire dans l'église Saint-Éloi de Dunkerque, : Deux écus accolés : D'argent à la fasce d'azur chargée d'une fleur de lys d'or, accompagnée en chef de deux ancres de sable en sautoir et en pointe d'un lion passant de gueules ; et d'azur à un chevron d'or, accompagné en chef de deux étoiles de même, et en pointe d'un soleil. L'ensemble des deux écus timbré d'un heaume d'argent grillagé et bordé d'or, doublé de gueules, sommé d'un dextrochère d'argent en pal armé d'une badelaire au naturel et accompagné de lambrequins de sable doublés de gueules. Supports : deux léopards lionnés de sable sur une terrasse d'or. Sous les écus, une croix de chevalier de l'ordre civil et militaire de Saint-Louis au naturel. |